# Star Wing
Vous lisez un « article de qualité » labellisé en 2008.
Star Wing, intitulé Star Fox (スターフォックス, Sutā Fokkusu) au Japon et en Amérique du Nord, est un jeu vidéo développé par Nintendo EAD avec l’assistance d'Argonaut Games et édité par Nintendo. Il s’agit d’un shoot them up de type rail shooter, sorti sur Super Famicom le 21 février 1993 au Japon, puis le 1er mars aux États-Unis et le 3 juin en Europe. Il constitue le premier opus de la série de jeux vidéo Star Fox. Ce jeu est ressorti en 2017 sur SNES Mini puis dans le Nintendo Switch Online de la Nintendo Switch en septembre 2019.
Star Wing est le fruit de l’expérience en matière de game design de Nintendo associée à l’expertise technique d’Argonaut Games. Le jeu inclut dans sa cartouche la puce Super FX, permettant un rendu en trois dimensions. L’affichage de modèles 3D à l’aide de polygones est alors novateur sur console de jeux, en conséquence, le titre est très médiatisé. Le développement du Super FX a également participé à créer le marché de l’accélération graphique 3D.
L’histoire est centrée sur l’unité de mercenaires d’élite Star Fox et leur combat contre les armées spatiales d’un empereur belliqueux. Le joueur dirige un vaisseau dans des niveaux en trois dimensions, remplis d’obstacles à éviter et d’ennemis à abattre.
Le jeu rencontre un important succès critique et commercial. Il est encensé par la presse spécialisée pour sa réalisation technique saisissante et la qualité de son système de jeu. Il s’écoule à plus de quatre millions d’exemplaires, ce qui en fait l’une des plus grosses ventes sur Super Nintendo. Il lance une des franchises majeures de Nintendo, avec quatre suites à ce jour. Le personnage principal, Fox McCloud, est également devenu un classique de la marque.

## Trame

### Univers et personnages
Le jeu se déroule dans le système planétaire Lylat, système de l’univers fictif Star Fox, habité par des races d’animaux anthropomorphiques (comme des renards, lapins, chiens, etc.). Il est composé de cinq planètes. Corneria est un monde agricole paisible, sans force défensive développée. Il est entouré d’une ceinture d’astéroïdes formant une défense naturelle. Titania est une planète inhabitée, enveloppée d’un épais brouillard, et regorgeant de ressources naturelles. Macbeth est une terre désolée, ravagée par des cataclysmes géologiques. Fortuna, surnommée « la planète des dinosaures », est peuplée de créatures sauvages. Venom, autrefois prospère et verdoyante, est devenue un monde sombre et mécanisé, base du maléfique Andross.
L’équipe Star Fox est une unité de mercenaires d’élite aux aptitudes au combat spatial hors du commun. Elle est constituée de quatre membres. Fox McCloud, le renard, est un combattant de talent et le meneur du groupe. Il est le personnage incarné par le joueur. Falco Lombardi, le faucon, est un pilote exceptionnel. D’un tempérament impétueux, il entretient une rivalité amicale avec Fox. Peppy Hare, le lièvre, est le vétéran de l’équipe. D’un naturel calme, il assure la cohésion du groupe. Slippy Toad, la grenouille, est le mécanicien. Plus jeune membre de l’équipe, il a tendance à se mettre dans des situations délicates.
Le docteur Andross est un ancien scientifique de renom travaillant sur Corneria, doté d’une intelligence supérieure. Guidé par sa cupidité et son égoïsme, il a par le passé mené de dangereuses expériences mettant en danger les habitants de la planète. Banni de Corneria, il a trouvé refuge sur Venom. Autoproclamé empereur, Andross a levé une importante armée et a commencé sa conquête du système Lylat.

### Scénario
Le maléfique empereur Andross a déclaré la guerre au reste du système Lylat, dont la pacifique planète Corneria. Le général Pepper, commandant des forces de défense de Corneria, fait appel à l’équipe Star Fox. Il met à leur disposition un prototype de vaisseau spatial de combat aux performances exceptionnelles, l’Arwing. Leur mission consiste à se frayer un chemin à travers le système Lylat, envahi par les forces armées d’Andross, jusqu’à la planète Venom, base du tyran. L’équipe Star Fox a le choix entre trois routes pour se rendre sur Venom. Dans tous les cas, elle commence son combat sur Corneria, où elle affronte les forces d’invasion et leur vaisseau de transport de troupes. Elle doit ensuite traverser la ceinture d’astéroïdes entourant la planète, et détruire l’engin déblayant un passage pour une flotte d’invasion.
Si elle choisit la première route, l’équipe affronte l’armada de combat d’Andross, constituée de puissants vaisseaux d’attaque. Elle se dirige ensuite vers le Meteor, un astéroïde artificiel servant de base avancée et se dirigeant vers Corneria.
La deuxième route emmène l’équipe sur Titania, occupée par Andross qui convoite ses ressources naturelles. L’équipe parvient à reprendre le contrôle du régulateur météorologique de la planète et à la libérer de la mainmise du tyran. Elle se fraye ensuite un chemin à travers le secteur Y, zone de l’espace où vivent de mystérieuses créatures.
Sur la troisième route, Fox McCloud et ses équipiers progressent jusqu’à la planète Fortuna. Ils réussissent à se débarrasser des créatures sauvages aux ordres d’Andross, et notamment du dragon géant maître de la planète. Ils traversent ensuite le secteur Z et arrivent sur la planète Macbeth, qui sert de dépôt d’armes à Andross.
Les trois routes convergent vers Venom. Après un premier combat en orbite, l’équipe livre bataille à la surface de la planète. Fox McCloud parvient à s’introduire dans la base d’Andross, où l'affrontement culmine en un face-à-face avec le tyran. Celui-ci prend la forme d’un masque, et attaque en utilisant la télékinésie. Fox élimine Andross, libérant le système Lylat de son joug. Il reçoit les félicitations du général Pepper, et retourne sur Corneria, accompagné de ses équipiers.

## Système de jeu
Star Wing est un shoot them up de type rail shooter.

Reproduction du HUD du jeu, avec notamment une barre de vie.

Le joueur contrôle un vaisseau spatial sur le plan de l’écran au sein d’environnements en trois dimensions, et avance sur un chemin prédéfini. Il doit abattre à l’aide de canons laser les divers ennemis (vaisseaux, robots, créatures, etc.) qui apparaissent de façon prédéterminée. Il dispose au début du jeu de trois bombes qui causent des dommages à tous les adversaires présents à l’écran. Un boss est présent à la fin de chaque niveau, et devra être vaincu pour accéder au suivant.
Il est possible de récupérer différents power up, qui peuvent être soit laissés par un ennemi détruit, soit disposés dans le niveau (certains n’apparaissant que si certaines conditions ont été remplies). Ces éléments incluent : recharge de vie partielle, recharge totale avec checkpoint, bombe supplémentaire, écran protecteur temporaire, vie supplémentaire et amélioration de l’armement. Le nombre de bombes est cependant limité à cinq, et les améliorations à deux.
À l’issue de chaque niveau, le joueur est gratifié d’un score (exprimé en pourcentage) reflétant le nombre d’ennemis détruits par lui ou par ses coéquipiers virtuels. Un score de 100% permet de gagner une vie.

La vue à la première personne comprend en plus un viseur et des repères d’inclinaison du vaisseau.

Le jeu dispose d’une vue à la troisième personne avec deux points de vue légèrement différents.
Le premier, dit « standard », se situe légèrement en retrait et au-dessus du vaisseau (on parle de follow cam) ; le second, dit « rapproché », se situe juste derrière le vaisseau (chase cam). Lors des niveaux se déroulant dans l’espace, le jeu passe automatiquement en vue à la première personne (vue « cockpit »), les deux autres points de vue étant toujours accessibles. Le HUD s’enrichit alors d’un viseur et de quatre repères indiquant l’orientation de l’appareil.
Plusieurs éléments rendent Star Wing un peu différent des autres rail shooter. Dans ce type de jeu, l’avatar du joueur se déplace généralement vers l’avant à vitesse constante. Bien que ce soit également le cas dans Star Wing, le vaisseau est équipé de propulseurs et de rétro-fusées permettant au joueur de respectivement accélérer ou décélérer pendant un court instant, ceci pouvant servir à manœuvrer aussi bien autour des ennemis que des obstacles. Une jauge associée impose un délai d’attente entre chaque utilisation.
La gestion des dégâts constitue une autre différence. Dans les shoot them up classiques, tout contact (que ce soit avec un vaisseau ou un tir ennemi ou encore un obstacle) est sanctionné par la destruction du vaisseau du joueur. Dans Star Wing, une barre de vie indique la quantité de dommages pouvant être supportée avant la destruction du vaisseau. Les tirs ennemis sont de plusieurs natures (laser, missile, etc.) et occasionnent des dégâts plus ou moins sévères. En faisant tourner le vaisseau sur lui-même au bon moment, il est possible de rejeter la plupart des tirs. Le jeu gère également dans une certaine mesure la localisation des dommages.
Les dégâts subis sont ainsi deux fois plus importants si le fuselage est touché plutôt que les ailes. Par ailleurs, si une aile du vaisseau heurte trop le sol ou les obstacles, elle finit par se briser. Ceci provoque une régression à l’armement basique, et influe par la suite sur la maniabilité du vaisseau.
La difficulté dans Star Wing est originale. La plupart des shoot them up proposent des niveaux de difficulté différents (par exemple « facile », « normal » et « difficile ») que le joueur sélectionne au début du jeu. Cette option affecte habituellement des variables telles que le nombre de vies dont dispose le joueur, le nombre d’ennemis, leur vitesse, etc. Dans Star Wing, le joueur a le choix au début d’une partie entre trois routes distinctes.
Si elles correspondent effectivement à des niveaux de difficulté, chacune propose une suite de niveaux unique.
Bien que les trois routes comportent les mêmes point de départ et d’arrivée, les niveaux correspondants leur sont également propres. En ce sens, Star Wing possède une replay value supérieure aux autres shoot them up qui ne proposent qu’un seul enchaînement de niveaux,.
Tout au long du jeu, le joueur est accompagné de trois coéquipiers contrôlés par la console. Ceux-ci peuvent communiquer avec le joueur, pour lui donner des conseils et des indices sur la marche à suivre. Le portrait du personnage et son message s’affichent alors au bas de l’écran. À certains points prédéfinis, l’un d’entre eux entre dans le champ de vision du joueur, soit pourchassant un ennemi, soit étant lui-même pris en chasse et demandant assistance. Si le joueur ignore ces appels au secours, le coépiquier recevra des dommages et finira par être abattu. Après cela, il ne reviendra pas durant tout le reste du jeu. Comme les équipiers engagent le combat avec certains ennemis non abattus par le joueur, il est plus facile d’atteindre le score maximal avec ses trois équipiers vivants. Par ailleurs, ils ne sont pas affectés par les tirs du joueur, bien qu’ils le remarquent et lui en font le reproche.

## Musique
La bande son de Star Wing a été composée par Hajime Hirasawa, un compositeur de Nintendo. De nature MIDI, les compositions ont été qualifiées d’« orchestrales » et d’« épiques », dignes d’un film. La bande son est ainsi considérée comme l’une des meilleures de la génération 16-bit.
Un album intitulé Star Fox sort le 22 septembre 1993, comportant 44 pistes. Les trois premières sont des versions arrangées par Kisho Yamanaka, et les trois dernières des pistes extraites du jeu. La bande son est jugée excellente, digne de John Williams. Le Main Theme fait particulièrement penser à Star Wars, et est caractéristique de l’album. Les autres pistes vont de « belles et symphoniques à énergiques et improvisées ». Les critiques regrettent toutefois le son « creux et métallique », qui nuit à l’écoute. Les versions arrangées ne souffrent pas de ce défaut et sont jugées de qualité. Les trois dernières pistes sont une curiosité, car elles incluent les effets sonores et les voix des personnages,.

## Développement

### Genèse

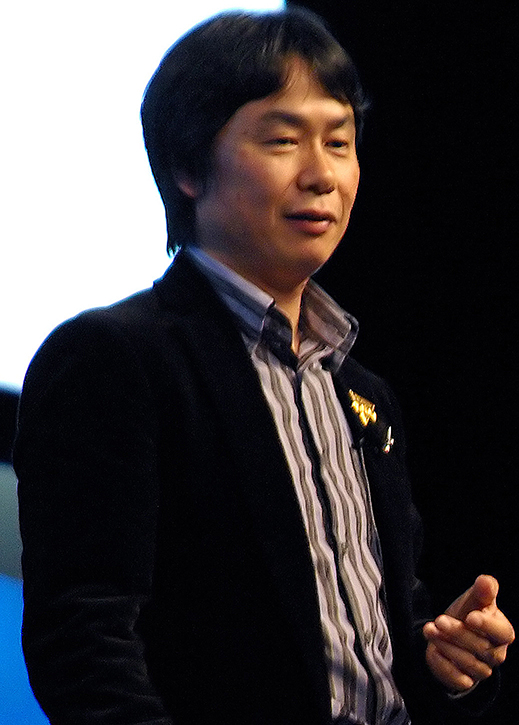
Shigeru Miyamoto (ici à la GDC de 2007) a supervisé le développement du jeu.

À la fin des années 1980, la société Argonaut Games décide de s’introduire sur le marché des consoles de salon. La NES, sortie en 1988 au Royaume-Uni, peine à s’implanter dans ce pays mais est extrêmement populaire dans le reste du monde. Le fondateur d’Argonaut, Jez San, décide de mener des expérimentations en graphisme 3D sur la console de Nintendo. Ils parviennent ainsi à réaliser des modèles simples en 3D fil de fer exécutés en temps réel. Jez San se procure un kit de développement pour la Game Boy, la console portable de Nintendo, qui n’est alors pas encore sortie en occident. Dylan Cuthbert, jeune programmeur chez Argonaut, développe une démo nommée Eclipse, parvenant à un rendu 3D. Début juillet 1990, Jez San présente le jeu lors du Consumer Electronics Show à divers éditeurs, dont Nintendo of America. Impressionné par cet exploit d’obtenir de tels graphismes sur Game Boy, conçue pour être une machine 2D, Tony Harman organise une rencontre avec les dirigeants de Nintendo. La rencontre a lieu à Kyoto dans les semaines qui suivent, avec notamment Shigeru Miyamoto et Hiroshi Yamauchi,,.
Au cours de cette réunion, Jez San fait la démonstration du moteur 3D d’Eclipse aux cadres de Nintendo. Il présente également une maquette fonctionnant sur NES, sous le nom de code NesGlider, en référence à leur précédent jeu sur ordinateur personnel 16-bit Starglider. De leur côté, les cadres de Nintendo présentent le prototype de la Super Nintendo ainsi que les maquettes des jeux prévus pour la sortie de la console, Super Mario World, F-Zero et Pilotwings. À l’issue de la rencontre, Nintendo rachète les droits d’Eclipse, rebaptisé X, et engage l’équipe d’Argonaut pour l’affecter à Nintendo Research and Development 1,,.

### Innovations technologiques

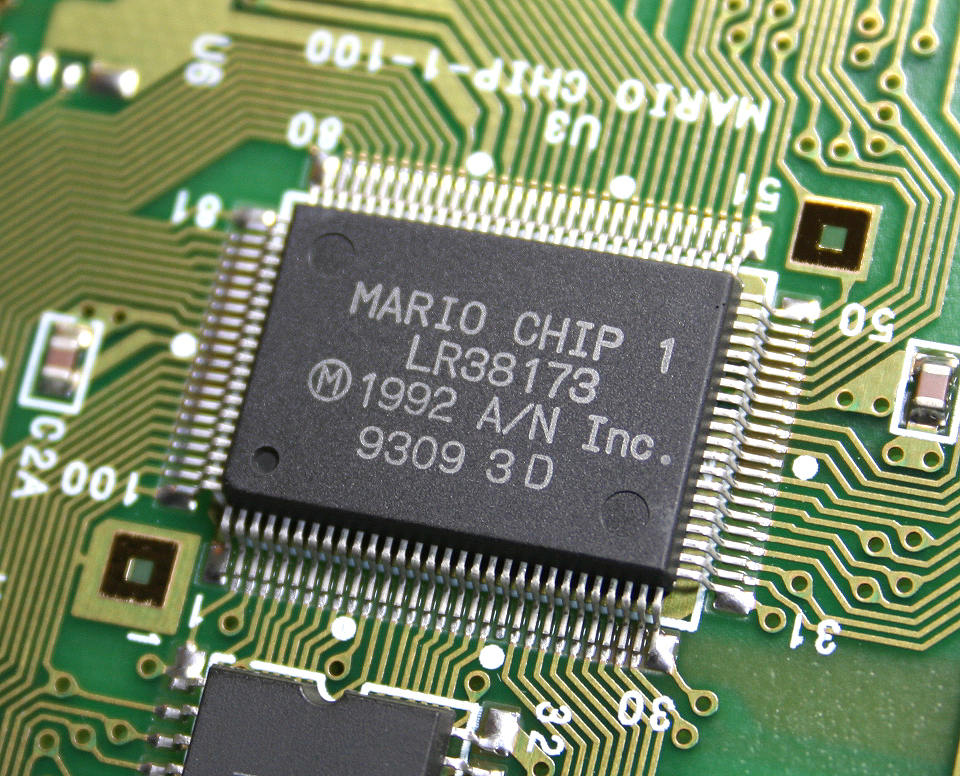
La puce développée par Argonaut intégrée à la cartouche de Star Wing, alors sous son nom de code MARIO Chip.

Argonaut porte sa maquette sur Super Nintendo. Jez San explique à Nintendo que le jeu dans son état actuel est au maximum du potentiel de la console. Il demande l’autorisation de créer un matériel personnalisé augmentant les capacités graphiques de la console, bien qu’ils n’aient jamais développé de tel matériel auparavant. Nintendo accepte de financer les recherches d’Argonaut à hauteur d’un million de dollars,.
Jez San engage une équipe de spécialistes en création de circuit intégré de Cambridge, notamment d’anciens collaborateurs de Sinclair Research. La conception de la puce suit une démarche inédite, en se plaçant du point de vue logiciel. L’équipe commence par écrire le logiciel désiré, puis conçoit le matériel idéal pour l’exécuter. Ne disposant pas de documentation satisfaisante, Argonaut doit procéder à la rétro-ingénierie du prototype de la console et conçoit une puce capable de fonctionner directement avec la machine, qu’elle soit intégrée à la console ou à la cartouche.

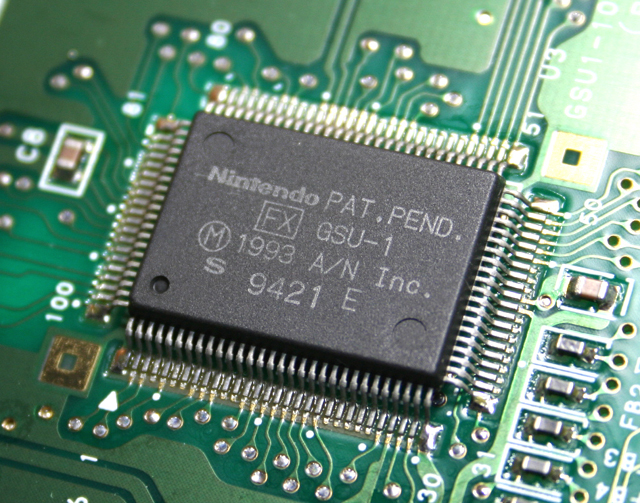
La version définitive du Super FX (GSU-1) utilisée pour de futurs jeux (ici Vortex)

Le résultat est un microprocesseur cadencé à 11 MHz conçu pour exécuter du logiciel graphique, mais capable d’effectuer d’autres applications comme du calcul mathématique. Il s’agit d’un des premiers microprocesseurs RISC, et du tout premier accélérateur graphique 3D. Le prototype se révèle ainsi quarante fois plus rapide que la bibliothèque graphique de la Super Nintendo. Sa puissance est telle que l’intégralité du jeu, graphismes, physique et même gameplay, est calculée grâce à elle, amenant les concepteurs à plaisanter que la console est juste un boîtier d’alimentation pour la puce. Celle-ci a pour nom de code MARIO Chip, pour « Mathematical, Argonaut, Rotation & Input/Output », et Nintendo la rebaptise Super FX,.
La programmation du jeu se révèle très difficile. Au début du développement, l’équipe d’Argonaut utilise un assembleur fonctionnant sous DOS, avec une limite de mémoire de 640 ko. À la moitié du projet, le code source devient trop volumineux pour être compilé en une seule fois. Ils ne disposent pas non plus d’un éditeur de liens permettant de compiler plusieurs fichiers séparément. Argonaut écrit alors ses propres assembleur et éditeur de liens en deux mois, et ce quatre mois avant la fin du projet. Ces nouveaux outils permettent de faciliter et d’accélérer le développement.

### Conception

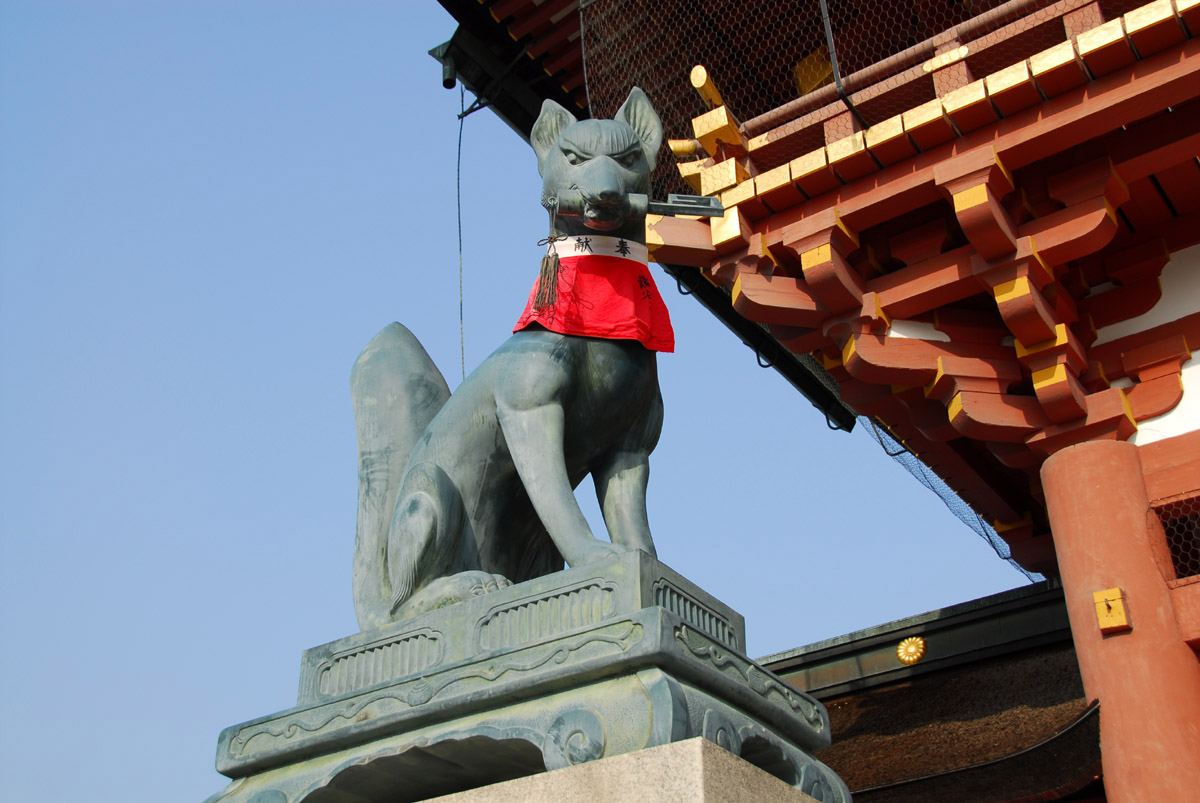
Le design du personnage principal est inspiré d’une statue d’Inari.

Le développement de X est achevé en même temps que le prototype du Super FX, et Dylan Cuthbert prend la charge de programmeur en chef du jeu, assisté de Giles Goddard et Krister Wombell. L’équipe d’Argonaut développe le jeu dans la lignée de ses précédents titres Starglider et X. Le projet prend ainsi la forme d’une simulation offrant une liberté totale de mouvement dans un univers de vaisseaux spatiaux. L’équipe présente au producteur Shigeru Miyamoto une maquette du jeu à allure de démo technologique. Celui-ci, peu impressionné par le résultat, décide de reprendre en main le design du jeu. Durant les sept mois qui suivent, les deux équipes travaillent ensemble d’arrache-pied, allant jusqu’à des roulements de douze heures pour accomplir le travail. Le projet adopte un système de jeu plus arcade, et les mouvements sont limités à un chemin prédéfini. Ces deux caractéristiques sont inspirées des jeux d’arcade Starblade et Solvalou, publiés en 1991 par Namco et présents dans les salles d’arcade à cette époque. Shigeru Miyamoto supervise le travail durant l’essentiel du projet, et ajuste lui-même les contrôles et le système de caméras,,.

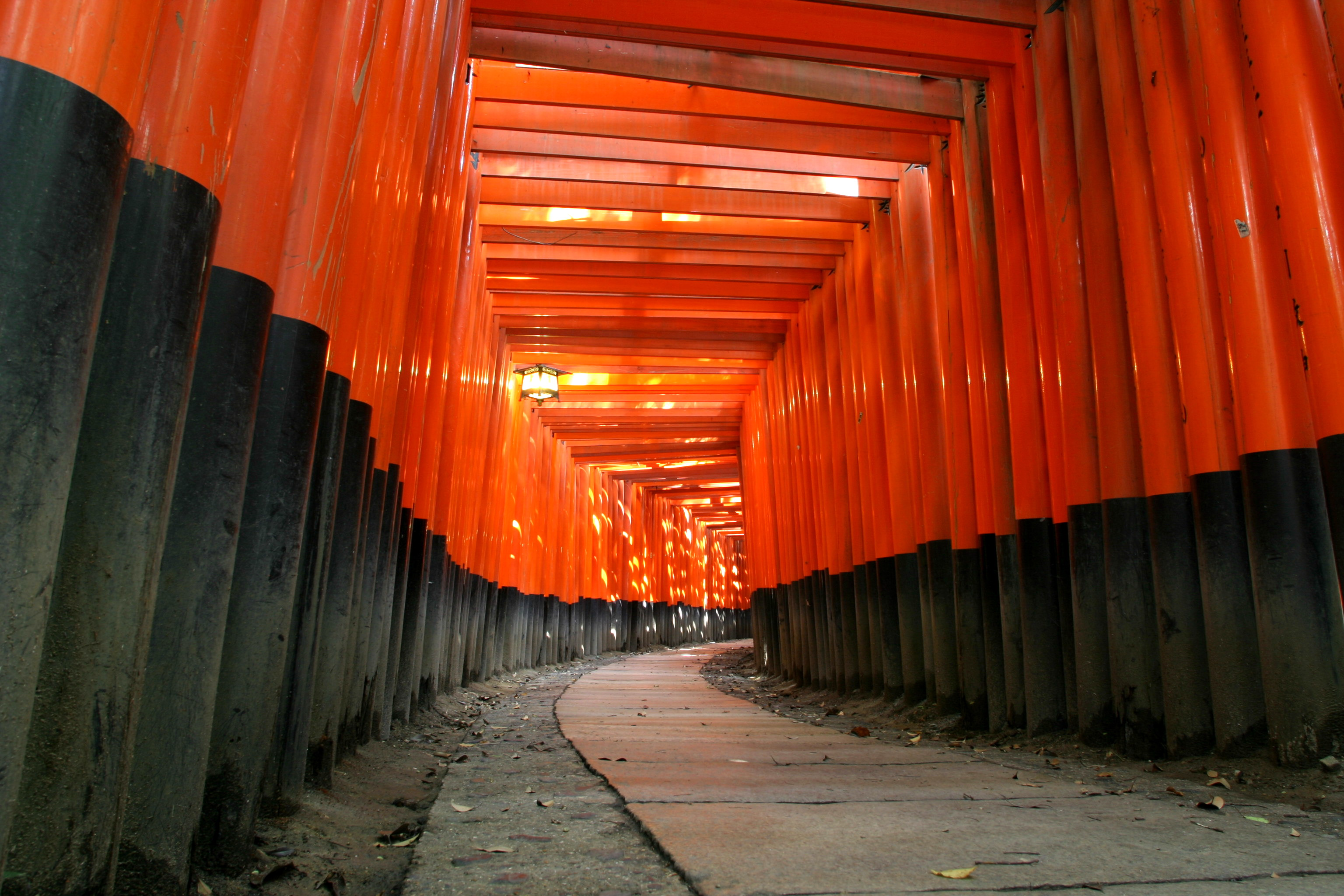
Le design de l’un des niveaux est inspiré des allées de torii présentes dans le Fushimi Inari-taisha.

Vers la moitié du développement, Shigeru Miyamoto s’attelle au scénario et au design des personnages. Il esquisse l’univers fictif du jeu, et avance plusieurs noms, Star Wolf, Star Wing, Star Gunner, Star Fox, Star Sheep, Star Sparrow, Star Hawk et Lylat Wars. Il hésite cependant sur le design du héros. Il est inspiré par les statues présentes dans le Fushimi Inari-taisha représentant Inari, le dieu shintō des céréales à apparence de renard, capable de voler. Les nombreuses torii présentes dans le temple lui donnent l’idée d’un renard qui pourrait voler au travers d’arches. Le design de l’un des niveaux, incluant un passage à travers un tunnel d’arches, en est également inspiré,,.
Miyamoto crée les différents personnages du jeu en optant pour un style graphique kemono. Les personnages principaux représentent les développeurs japonais du projet : Fox McCloud est Shigeru Miyamoto, Slippy Toad est l’assistant réalisateur Yoichi Yamada, Peppy Hare est le réalisateur Katsuya Eguchi, et Falco Lombardi est le modélisateur Tsuyoshi Watanabe. Les noms des trois premiers personnages ont été inventés par Dylan Cuthbert, et celui de Falco par le graphiste Takaya Imamura,,.
Les voix de ces personnages lors de leurs interventions dans le jeu sont obtenues à partir de l’échantillonnage des voix des programmeurs, traitées pour faire croire à des voix extra-terrestres. Le jeu intègre également la voix numérisée de Daniel Owsen, notamment dans la séquence de fin du jeu.
Les effets sonores sont pris en charge par Koji Kondo, la musique par Hajime Hirasawa et le level design par Yoichi Yamada.

### Sortie

L’édition spéciale de Star Fox a servi lors de la campagne promotionnelle.

Une importante campagne publicitaire est mise en place pour Star Fox, tirant parti de l’immense pouvoir marketing de Nintendo.
Le jeu est présenté lors du Consumer Electronics Show, en janvier 1993. Les démonstrations ont lieu sous un dôme géant, avec un spectacle son et lumière utilisant des lasers,.
La sortie du jeu s’accompagne d’une  couverture par la presse, de spots publicitaires et de démonstrations dans les magasins.
Une cartouche promotionnelle, intitulée Star Fox: Super Weekend (Official Competition), est spécialement réalisée pour l’occasion. Elle sert dans le cadre d’une compétition organisée par le magazine Nintendo Power. Celle-ci a lieu aux États-Unis le week-end du 30 avril au 2 mai 1993 dans environ 2 000 magasins du pays.
Elle propose un jeu solo, avec une limite de temps de cinq minutes, sur les deux premiers niveaux du jeu originel (modifiés pour augmenter les possibilités de score), plus un niveau bonus inédit. En fonction des points marqués, les participants peuvent remporter des tee-shirts, des vestes, voire des voyages à l’étranger. Les cartouches sont par la suite vendues par le biais du magazine, et sont désormais des pièces de collection,,.
Avant sa sortie en Europe, le jeu est renommé Star Wing pour des questions de dépôt de marque. Selon Dylan Cuthbert, le titre entrait en conflit avec un produit allemand nommé Star Vox.
D’après IGN, cela est dû à l’existence d’un jeu homonyme développé par Mythicon sur Atari 2600 en 1983. Sans relation avec la série, ce jeu est par ailleurs considéré comme l’un des plus mauvais développés sur Atari 2600. Bien que la société ait été dissoute la même année et que le jeu ne soit jamais sorti en Europe, le dépôt de marque est toujours en vigueur pour la sortie de Star Fox.

## Accueil

### Ventes
Star Wing est un immense succès commercial. À sa sortie, le jeu bat le record mondial de l’époque du plus grand nombre de copies écoulées en un week-end, en se vendant à un million d’exemplaires selon Lucas de Woody. En juin 1993, Nintendo affirme que Star Wing est « le jeu vidéo qui enregistre les ventes les plus rapides de l’histoire », avec 1,7 million d’exemplaires vendus au Japon et aux États-Unis jusqu'en mars. Selon SNES Force, le jeu se vend à plus d’un million d’exemplaires au Japon et aux États-Unis l’année de sa sortie.
Au total, Star Wing s’est vendu à plus de quatre millions d’exemplaires à travers le monde,,, ce qui en ferait selon VG Chartz l’un des plus gros succès commerciaux de la Super Nintendo.
Les recettes du jeu sont telles qu’elles suffisent à Nintendo pour ouvrir sa branche européenne, la future Nintendo of Europe.

### Critiques
| Publication                        | Note                        |
| ---------------------------------- | --------------------------- |
| JPN Famitsu                        | 34 sur 40                   |
| AN EGM                             | 8,75 sur 10                 |
| AN Nintendo Power                  | 4,125 / 5                   |
| RU Nintendo System                 | 96 %                        |
| RU Super Play                      | 93 %                        |
| FR Micro Kid's                     | 19 sur 20                   |
| Compilation de plusieurs critiques |                             |
| GameRankings                       | 86 % (basé sur 4 critiques) |

À sa sortie, Star Wing est acclamé par la presse spécialisée. Les critiques encensent tout particulièrement l’aspect technique. Micro Kid's qualifie les graphismes de « superbes », Nintendo System de « fantastiques » et « réalistes ». Ils acclament également l’animation « rapide », « fluide » et « époustouflante »,. L’aspect technique du jeu constitue selon Micro Kid's « du jamais vu sur Super Nintendo », digne d’après Nintendo System d’un PC surgonflé.
L’environnement sonore est également salué, avec des effets sonores immersifs et des musiques orchestrales, dignes d’un film. La réalisation « magistrale », avec une séquence d’introduction et des scènes cinématiques clôturant chaque niveau, contribue également à l’atmosphère cinématographique du jeu.
Selon Nintendo System, le jeu est tellement impressionnant qu’il en devient particulièrement prenant. La difficulté est parfaitement dosée, avec un premier niveau assez simple, mais des niveaux avancés très difficiles, nécessitant une grande maîtrise. Les missions variées offrent un challenge permanent, et la maniabilité irréprochable contribue à la grande durée de vie du titre.
Le bilan général est extrêmement positif. Micro Kid's juge le titre comme étant « le jeu le plus marquant de l’année ». Il est considéré par Nintendo System comme « le projet le plus ambitieux et le plus abouti sur Super Nintendo », un classique aux côtés de Super Mario World et de Street Fighter II. Pour ce magazine, le jeu ouvre « une nouvelle ère pour la Super Nintendo », marque « une étape décisive pour les jeux en 3D sur console », et est amené à devenir « un standard d’excellence pour l’industrie ».

## Héritage

### Influence
À l’époque de la sortie du jeu, l’utilisation de graphismes en trois dimensions sur console de jeux est quasiment inconnue, aussi Star Wing est considéré comme une avancée majeure. Il est ainsi qualifié de pionnier dans la représentation de jeux vidéo en 3D par IGN et Edge Online.
Les innovations de son système de jeu, comme le contrôle de la vitesse, la barre de vie, les coéquipiers et la gestion de la difficulté, constituent  également pour IGN des changements intéressants pour le genre shoot them up, ayant influencé les jeux à venir.
Star Wing figure dans plusieurs classements récents. En 1996, il se hisse à la 35e place du classement des « 100 meilleurs jeux de la Super Nintendo »  de Super Play.
Plus récemment, IGN.com lui accorde la 77e place dans son classement de 2007 des « 100 meilleurs jeux de tous les temps », soulignant le caractère innovant de la représentation en trois dimensions et l’influence du jeu sur les shoot them up à venir. Dans le même classement effectué en 2003, Star Wing se situait à la 57e position.
Il se hisse également à la 115e place du classement des « 200 meilleurs jeux de leur temps » d’Electronic Gaming Monthly effectué en 2006, et est jugé la même année 82e jeu mieux réalisé sur un système Nintendo par Nintendo Power, sur un classement de 200.
D’autres critiques considèrent cependant que le jeu a mal vieilli. Ils mentionnent notamment la simplicité des graphismes et la rigidité du système de jeu rail shooter. Ils regrettent plus particulièrement les ralentissements : le nombre d’images par seconde insuffisant et instable rend Star Wing difficile à jouer,,,.

### Impact technologique

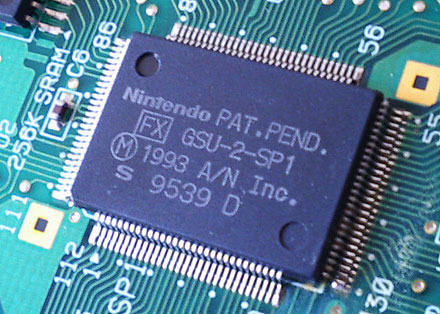
Le Super FX 2, intégré à la cartouche de Super Mario World 2: Yoshi's Island.

À la suite du succès de Star Wing, Nintendo met en chantier d’autres jeux utilisant le Super FX, comme Stunt Race FX. Ils développent également une version améliorée de la puce, le Super FX 2, cadencé à 21 MHz. Elle sera notamment utilisée pour Super Mario World 2: Yoshi's Island. Selon Dylan Cuthbert, le Super FX a donné à la Super Nintendo l’avantage dont elle avait besoin face à la Mega Drive de Sega,.
Pour commercialiser le Super FX, Argonaut Games et Nintendo fondent une coentreprise, baptisée A/N Software Inc et basée dans les locaux de Nintendo of America. Dans les années qui suivent, la puce s’écoule à plus de dix millions d’exemplaires, dépassant les ventes des processeurs MIPS et ARM. Le Super FX est alors le microprocesseur RISC le plus vendu au monde, jusqu'au milieu des années 1990, avec l’arrivée de la PlayStation et le succès des processeurs ARM sur le marché de la téléphonie GSM.
Désormais expérimenté en conception de matériel, Argonaut crée en 1994 une division nommée Argonaut Technologies, focalisée sur le développement de matériel graphique 3D. Ils développent les puces Green Piece pour Philips, VeggieMagic pour Apple et MatriArc pour Hasbro, mais aucune n’est commercialisée. Frustré, Argonaut décide de créer sa propre puce, et annonce en 1994 le développement d’un nouveau processeur RISC 32 bits, baptisé ARC pour Argonaut RISC Core. Sorti en 1996, il s’agit du tout premier microprocesseur personnalisable, destiné à être intégré à des ASIC. Argonaut vend la licence d’exploitation à des compagnies tierces de manière non exclusive. Celles-ci peuvent alors l’adapter à leurs besoins, en ajoutant leurs propres instructions, registres et drapeaux. Cette méthode permet de créer un microprocesseur personnalisé en quelques minutes et d’économiser des mois voire des années de développement. Point essentiel, la personnalisation du matériel est effectuée par le client. Pour faciliter cette tâche, Argonaut développe par la suite un environnement de développement baptisé Application Specific RISC Processor Architecture, comprenant du code source VHDL synthétisable, un outil de maquettage matériel et un toolchain. En 1997, Argonaut Technologies crée ARC International, branche dédiée au développement et à la commercialisation du processeur ARC,,,.
La société est scindée en 1998, et entre à la Bourse de Londres en septembre 2001.
En 2002, Jez San devient officier de l’Ordre de l'Empire britannique pour « services rendus à l’industrie du jeu vidéo », une première pour cette raison,.

### Franchise
Star Fox est devenu, au même titre que Metroid, The Legend of Zelda et Super Mario, une franchise majeure de Nintendo, avec huit jeux sortis à ce jour.
Devant le succès de Star Wing, une suite intitulée Star Fox 2 est mise en chantier pour la Super Nintendo. L’équipe de développement est composée des employés de Nintendo à l’origine du premier volet. Dylan Cuthbert prend la charge de programmeur en chef, son collègue Gilles Goddard étant affecté au développement de Stunt Race FX. Tirant parti du Super FX 2, le jeu permet de se déplacer librement dans les trois dimensions. Entièrement achevé à l’exception de la phase finale de débogage, la sortie du jeu - prévue pour 1996 - est annulée par Nintendo. Shigeru Miyamoto prend cette décision afin de marquer une rupture nette entre la 3D de la Super Nintendo et celle de la Nintendo 64, dont la sortie est alors imminente. Il est également probable que Nintendo craignait une comparaison avec les jeux en 3D des consoles 32 bits PlayStation et Sega Saturn. Star Fox 2 est considéré comme l’une des plus grosses pertes de l’histoire du jeu vidéo. Des versions du jeu à différents stades de son développement ont néanmoins filtré sur Internet, et sont jouables à l’aide d’un émulateur,. Finalement, plus de vingt ans après son annulation, le jeu sort dans une version officielle en 2017 pré-installé sur la console Super Nintendo Mini.
Nintendo décide de développer lui-même un volet sur la Nintendo 64, et sort Lylat Wars (intitulé Star Fox 64 au Japon et aux États-Unis) en 1997. Il s’agit principalement d’un remake du premier volet, reprenant le même scénario. Selon Shigeru Miyamoto, 60 % du jeu proviennent de Star Wing et 30 % de Star Fox 2, seuls les 10 % restants étant entièrement nouveaux.
En plus des séquences rail shooter, Lylat Wars propose des missions permettant de déplacer librement le vaisseau dans des environnements en trois dimensions. Il s’agit également du premier jeu à utiliser le Rumble Pak, un dispositif de vibration intégré à la manette.
Le jeu propose une intrigue riche, développée à l’aide de cinématiques et influencée par les résultats du joueur, et intègre des voix numérisées et un mode multijoueur à quatre.
Lylat Wars est ainsi considéré comme un classique de la Nintendo 64, constituant une amélioration sur tous les points de son prédécesseur,,.
Dylan Cuthbert juge que l’essentiel des idées développées dans Star Fox 2 ont été utilisées pour Lylat Wars, mais que celui-ci ne constitue pas une aussi grande avancée pour le genre que Star Fox 2,
En 2002, la série se poursuit sur GameCube avec Star Fox Adventures développé par Rare. Le jeu met en scène Fox McCloud sur la planète des dinosaures, et propose un gameplay du type Jeu d'action-aventure, très proche de celui des épisodes de The Legend of Zelda sur Nintendo 64. Quelques phases shooter sont présentes, mais elles sont cependant très courtes et ont été qualifiées de médiocres et inutiles par la presse spécialisée. Pour cette raison, ce volet est parfois considéré comme un « hors-série » à la saga. Il est cependant reconnu comme un jeu de qualité,.
L’opus suivant, Star Fox: Assault est développé par Namco et sort sur GameCube en 2005. S’il s’agit en partie d’un jeu de tir à la troisième personne, il propose également des phases shooter. Pour cette raison, et malgré des critiques assez vives à son encontre, il a été qualifié de retour aux sources de la série, rendant hommage aux deux premiers volets,,.
Star Fox Command, sorti sur Nintendo DS en 2006, est développé par Q-Games, société fondée par Dylan Cuthbert, ancien programmeur en chef de Star Wing.
Il s’agit du premier opus de la série à sortir sur console portable, ainsi qu’à proposer un mode multijoueur en réseau.
Le gameplay alterne entre stratégie au tour par tour et shooter, et contrairement aux deux épisodes sur GameCube, il n’y a pas de phase de jeu « à pied », rendant ce volet plus proche de l’esprit originel de la série.
Il utilise d’ailleurs de nombreux éléments développés à l’origine pour Star Fox 2,,.
Au cours de l’année 1993, une série de bande-dessinée écrite et illustrée par Benimaru Jtoh est publiée dans Nintendo Power, développant les personnages du jeu et les raisons de leur combat. En 1997, une bande-dessinée de 43 pages est publiée par Nintendo et incluse avec Star Fox Adventures, ayant pour but d’expliquer les événements séparant ce volet du précédent, Lylat Wars.
Les personnages de Star Fox, et en particulier le protagoniste Fox McCloud, sont devenus particulièrement populaires. Ils ont ainsi figuré dans la série Super Smash Bros., des jeux de combat crossover développés par HAL Laboratory ou Sora Ltd. (pour Brawl) sous la direction de Masahiro Sakurai mettant en scène de nombreux personnages de Nintendo. Fox McCloud fait son apparition dans les trois volets de la série, marquant dès le premier Super Smash Bros. sorti en 1999 sur Nintendo 64 sa première apparition jouable en dehors de son vaisseau bien avant Adventures. Falco Lombardi figure dans Super Smash Bros. Melee, sorti sur GameCube en 2001, et dans Super Smash Bros. Brawl, sorti sur Wii en 2008. Wolf O'Donnell, antagoniste à partir de Lylat Wars, apparaît également dans ce dernier volet, accompagné du boss final Andross en tant que personnage de soutien (Trophée Aide) avec la même forme polygonée et la même attaque soufflée que dans le Star Wing d'origine,. Krystal fait aussi son apparition en tant que personnage de soutien dans Super Smash Bros. Ultimate, sorti sur Switch en 2018, avec un design se rapprochant de sa première apparition dans Star Fox Adventures. Elle est accompagnée du retour de Wolf, absent des épisodes Wii U et 3DS sortis en 2014.